# 山本舞香
山本舞香（日语：／ Yamamoto Maika，1997年10月13日—）出身於日本鳥取縣米子市，是日本女演員、時裝模特兒，隸屬於經紀公司incent旗下。2024年10月13日宣佈和MY FIRST STORY主音森內寬樹結婚。

## 經歷
山本舞香在2010年獲刊載於地區性免費報紙《鳥取美少女圖鑑》，以此為契機進入演藝界。2011年春天，她獲起用為三井不動產的代言人，成為第14代「Rehouse Girl」。同年夏季，初次參演電視劇，在《儘管如此也要活下去》中飾演女主角遠山雙葉的年幼時期。
2013年春天，15歲的山本選擇就讀東京都的私立高中，單身赴東京居住。

## 個人
山本自小學一年級開始學習空手道，小學六年級時曾在縣大會中取得優勝。現為黑帶。她有一個隸屬於航空自衛隊的哥哥。

## 演出

### 電視劇
- 儘管如此也要活下去（2011年7月7日－9月15日，CX）：飾演 遠山雙葉（年幼時期）[1]
- NHK大河劇 江～公主們的戰國～ 第37集（2011年9月25日，NHK）：飾演 完[6]
- 工作大未來—從13歲開始迎向世界（2012年1月13日－3月9日，EX）：飾演 田村真帆[7]
- 家族之歌 第5、7集（2012年5月13日，27日，CX）：飾演 三木希美
- 大奧 ～誕生【有功·家光篇】 第8集至大結局（2012年11月30日－12月14日，TBS）：飾演 野乃／稲葉正則
- 心療中-in the Room-（日语：心療中-in the Room-）（2013年1月12日－3月30日，NTV）：飾演 天間友香
- 真幌站前多田便利屋 第9－10集（2013年3月8日－15日，TX）：飾演 蘆原園子
- 幽靈女友（2013年4月9日－6月18日，KTV）：飾演 [8]
- 假面教師（2013年7月6日－9月28日，NTV）：飾演 小林佐惠子
  - 特別篇（2014年2月14日）
- KAZEOKE #3（2013年9月8日，WOWOW）：主演
- 49（2013年10月5日－12月29日，NTV）：飾演 高見幸
- 夜之教師（2014年1月17日－3月21日，TBS）：飾演 大神玲
- 阿南的小情人～my little lover（日语：南くんの恋人#第4作）（2015年11月，CX）：飾演 堀切千代美（女主角）
- 鼠行江戶2（日语：鼠、江戸を疾る2） 第2集（2016年4月21日，NHK）：飾演 希音
- 筑地美味事件簿（2016年7月22日－8月26日，TX）：飾演 （女主角）
- 恋するJKゾンビ（2016年12月30日（29日深夜），EX）：主演
- 安宁之乡（2017年4月3日－9月29日，EX）：飾演 菊村梢
- SR 埼玉說唱歌手 〜麥克細道〜（2017年4月7日－6月24日，TX）：飾演 （女主角）
- &美少女 NEXT GIRL meets Tokyo 第12話（2017年7月13日，CX）：主演
- 不可以像漫画一般（2018年1月11日－3月22日，NTV）：飾演 （女主角）
  - 不可以像游戏一般（2019年4月18日－6月6日）
- 或許能幹委員會 episode5「後日編」（2018年5月28日，MBS）：飾演 町田伸子（町甜甜）
- 熱舞☆啦啦隊（2018年7月13日－9月14日，TBS）：飾演 柴田茉希[9]
- 追緝線索〜科搜研之男〜（日语：トレース〜科捜研の男〜） 第5集（2019年2月4日，CX）：飾演 ユウ[10]
- X光室的奇蹟～放射科的診斷報告～ 第4集（2019年4月29日，CX）：飾演 坂元美月[11]
- Scams（日语：スカム (2019年のテレビドラマ)）（2019年7月1日－8月26日，MBS）：飾演 吾妻美咲[12]
- 警視廳・搜查一課長（日语：警視庁・捜査一課長） 特別篇5（2019年7月14日，EX）：飾演 小倉安子[13]
- Heaven? 天國餐館 第7集（2019年8月20日，TBS）：飾演 久世光代（少女時期）[14]
- 安寧時光～道（日语：やすらぎの刻〜道） 第42週（2020年1月27日－31日，EX）：飾演 菊村梢
- 只想死在今晚（日语：死にたい夜にかぎって）（2020年2月23日－3月25日，MBS）：飾演
- 派遣女王 第2季（2020年4月15日－8月5日，NTV）：飾演 千葉小夏[15]
- 夢見了那個女孩（日语：あのコの夢を見たんです。） 第6集「黒帯ちゃんとメガネくん」（2020年11月7日，TX）飾演：山本舞香（本人）[16]
- 在APP恋爱的20个条件（2021年1月10日，NTV）：島田実日子
- 小太郎一個人生活（2021年4月24日－6月26日，EX）：飾演 秋友美月
  - 花輪老師獨當半面!?特別篇（2021年6月27日）
  - 你回來了!小太郎一個人生活（2023年4月15日－6月10日）
- 從謊言開始的愛情（2021年6月27日，NTV）：飾演 篠原友里
- 警視廳家裡蹲係（2021年8月5日，EX）：飾演 百田櫻
- 所羅門的偽證（2021年10月3日－11月21日，WOWOW）：飾演 三宅樹理
- 不能做的兩人（2022年1月3日，EX）：主演 白藤奈緒
- 相棒 season20 第13話「死者的結婚」（2022年1月26日，EX）：飾演 梶本彩奈
- 家政夫三田園（EX）：飾演 本仮屋素子
  - 第5季（2022年4月22日－6月10日）
  - 第6季 第5集（2023年11月7日）
- 金田一少年之事件簿5 第9集・第10集（2022年6月26日・7月3日，NTV）：飾演
- Sister（2022年10月20日－12月22日，NTV）：主演 三好凪沙（與瀧本美織雙主演）[17]
- 忍者結婚很難（2023年1月5日－3月16日，CX）：飾演 月乃雀[18]
- 上班族殺手（2023年10月27日－12月15日，EX）：（女主角）
- 暗黑打工家族（2024年1月6日－3月23日，TX）：久保美咲（女主角）
- Believe－為你架起的橋梁－（2024年4月25日－6月20日，EX）：本宮繪里菜[19]
- 小南是迷你情人!? 第4集（2024年8月13日，EX）：年輕時期的堀切百合子
- 御飯糰（2024年，NHK）：矢吹沙智[20]
- 宛如粼光夫婦日和（2025年4月24日－6月26日，CX）：芳森芙美子[21]

### 電影
- （2012年）：主演 中村千代
- 柑橘醬夫人的異常之謎（東京電視台）：飾演 靜惠
  - 出題篇（2013年10月25日）
  - 解答篇（2013年11月22日）
- 假面教師劇場版（2014年2月22日，Hakuhodo）：飾演 小林佐惠子
- 暗殺教室（2015年3月21日，東寶）：飾演 茅野楓（茅野カエデ）
  - 暗殺教室〜畢業編〜（2016年3月25日）：飾演 茅野楓 /
- Z島（2015年5月16日，KADOKAWA・吉本興業）：飾演 日向
- 櫻之雨（日语：桜ノ雨）（2016年3月5日，AMG ENTERTAINMENT）：主演 遠野未来
- 殿下萬萬稅!（日语：殿、利息でござる!）（2016年5月14日，松竹）：飾演
- 白晝的流星（2017年3月24日，東寶）：飾演 猫田柚柚香
- 蓝心狂想曲「love letter」（2017年4月8日，T-JOY）：飾演 彩乃
- 雖說是未成年，但可不是小孩喲（2017年12月23日，東寶）：飾演 松井沙綾
- 愛在雨過天晴時（2018年5月25日，東寶）：飾演 倉田瑞希[22]
- 陽光姊妹淘（2018年8月31日，東寶）：飾演 伊藤芹香（高中時代）[23]
- Gangoose（日语：ギャングース#実写映画）（2018年11月23日，Kino Films（日语：キノフィルムズ））：飾演 ユキ（Yuki）[24]
- 劇場版 最终幻想XIV 光之父親（日语：ファイナルファンタジーXIV_光のお父さん）（2019年6月21日公開預定，GAGA）：飾演 美樹[25]
- 東京喰種S（2019年7月19日，松竹）：飾演 霧島董香[26][27]
- 我是大哥大!! 劇場版（2020年7月17日，東寶）：飾演 森川涼子[28]
- 炸豬排DJ 揚太郎（2020年10月30日，華納兄弟影片）：飾演 服部苑子
- 尋找身體（2022年10月14日，華納兄弟影片）：飾演 柊留美子

### 網絡劇
- （2013年12月10日、Nestle theater on YouTube）：主演
- （2017年3月2日、Sony Interactive Entertainment Japan Asia、PlayStation 4用ソフト『Horizon zero dawn』プロモーション動画）
- &美少女 NEXT GIRL meets Tokyo 第12話（2017年6月28日、dTV・FOD）：主演
- 不可以像漫画一般（2017年10月31日，Hulu）：飾演 （女主角）
- 紺田照的合法食譜（2018年，Amazon Prime Video）：飾演 春真希
- 小太郎一個人生活 系列（TELASA）：飾演 秋友美月
  - 花輪老師獨當半面!?（2021年5月22日 - 6月19日）
  - 佑阁下的自我探寻（2023年5月13日）
- SEE HEAR LOVE 看不見聽不見也愛你（2023年6月9日，Amazon Prime Video）：飾演 中村沙織
- 今天开始当可爱的人（2023年11月4日 - ，TELASA）：飾演 ちなつ（女主角）

### 配音
- Bullet Train（2022年9月1日，Sony Pictures Entertainment）：飾 王子

### 網路動畫
- KUROMI’S PRETTY JOURNEY（2023年2月17日 - 3月10日，YouTube・TikTok）：飾

### 電視節目
- 王様のブランチ（2017年4月15日 - 2021年3月27日，TBS） - 常规

### CM
- 三井不動産リアルティ 三井のリハウス（2011年 - ）：第14代目リハウスガール
- 鳥取花迴廊（2012年4月 - ）
- SoftBank iPhone 5 （2013年3月 - ）
- JR東日本 JR SKISKI「そこに雪はあるか。」（2015年11月26日 - 2016年）
- Déjà vu×白晝的流星 スペシャルコラボ（2017年3月16日 - ）
- 伊勢半 ヒロインメイク
  - 「ヒロインの掟『再会』篇」（2018年2月1日 - ）
  - 「STRONG RENEWAL 篇」（2021年3月1日 - ）
- おそうじ本舗（2018年2月 - ）
- Recruit TOWNWORK（2018年11月 - ）：飾 大学生の彼女
- 日本McDonald's 三角チョコパイ（2019年1月 - ）
- エム・シーネットワークスジャパン 銀座カラー 「銀座の書店篇」、「銀座のテラス篇」（2020年1月5日 - ）（與小關裕太共演）
- HUMAN LIFE ZEUS Wifi
  - 「ドバドバシャワー」篇、「ドバドバリビング」篇（2020年4月1日 - ）[94]
  - 「やればできる20GB 6ヶ月キャンペーン」篇、｢縛りなしプラン」篇（2021年4月24日 - ）[95]
- BASE「BASE偏見派とBASE利用者の抗争・山本舞香篇」（2021年5月29日 - ）（與香取慎吾共演）
- U-NEXT U-NEXTなら、イチバンある。「熱帯魚屋」篇、「水上バス」篇、「古書店」篇（2021年12月24日 - ）（與森川葵共演）
- Sparty
  - MEDULLA「MEDULLA シティポップビューティーズ篇」（2022年1月12日 - ）（與波瑠、成海璃子共演）
  - HOTARU PERSONALIZED「HOTARU ホタルの光篇」（2022年1月17日 - ）（與 波瑠、成海璃子共演）
- Mynavi Mynavi・Mynavi転職「やめるの、やめた」編（2022年1月12日 - ）（仲野太賀、岡部大〈ハナコ〉共演）
- JPSLAB アンレーベルラボ「オトナ、カッコイイ」篇（2023年9月6日 - ）

### 廣告照片
- 財団法人全国消防協会（2011年） - 平成23年度秋の火災予防運動ポスター
- Right-on VIVIAN BLUE（2013年） - イメージキャラクター
- 伊勢半（2018年2月1日 - ） - イメージキャラクター
- Johnson & Johnson「Acuvue® ディファイン®」（2020年） - キャンペーンイメージモデル
- newn COHINA（2021年）

### 新闻
- 学生新闻

## 書籍

### 寫真集
- aBUTTON Vol.5_自然：山本舞香（2011年12月29日、PARCO出版、撮影：北島明）ISBN 978-4891949334
- サニー/ムーン（2018年3月12日、讲谈社、撮影：鈴木心）ISBN 978-4062210355

### 日历
- 山本舞香 2015カレンダー（2014年10月22日、トライエックス）
- 山本舞香 2016年カレンダー（2015年10月24日、トライエックス）
- 山本舞香 2022年カレンダー（2021年10月13日、KADOKAWA）ISBN 978-4048971256

### 杂志
- nicola（2011年6月1日 - 2014年4月1日、新潮社） - 専属模特兒
- LARME（2017年9月16日発売号（030） - 、德間書店） - 連載「MAICAST」

### 免費報紙
- 鳥取美少女図鑑 Vol.2（2010年）

## 外部連結
- 經紀公司個人介紹頁（日語）
- 官方部落格（日語）
- 山本舞香的X（前Twitter）
- 山本舞香的Instagram帳戶